# Gruszyny
Gruszyny (do 1945 r. niem. Grauschienen) – wieś w Polsce położona w województwie warmińsko-mazurskim, w powiecie bartoszyckim, w gminie Górowo Iławeckie. W latach 1975–1998 miejscowość administracyjnie należała do województwa olsztyńskiego.

## Historia
W 1889 r. był to folwark należący do majątku ziemskiego Powiersze. W 1939 r. we wsi mieszkało 103 osoby.
W 1983 r. w miejscowości było 12 budynków mieszkalnych oraz 32 mieszkańców. W tym czasie we wsi było 13 indywidualnych gospodarstw rolnych o łącznej powierzchni 93 ha/ Hodowano w nich 77 sztuk bydła (w tym 37 krów mlecznych), 54 sztuki świń i 9 koni. We wsi funkcjonował punkt biblioteczny.